# مايك شيري
مايك شيري (بالإنجليزية: Mike Sherry) هو لاعب اتحاد الرغبي أيرلندي، ولد في 18 يونيو 1988 في ليمريك في جمهورية أيرلندا.